# Ángela Vergara
Ángela Vergara (Bogotá, 7 de junio de 1974) es una psicóloga, actriz, presentadora y modelo colombiana. Se ha dado a conocer en la televisión por sus papeles en las telenovelas Ay cosita linda mama!, Mascarada, Se armó la gorda y Las profesionales, a su servicio.

## Biografía
Ángela Vergara no tiene ningún parentesco con la actriz Sofía Vergara, como todos han afirmado durante su carrera. Se graduó de psicología de la Universidad Javeriana en Bogotá. Su carrera en los medios empezó en el modelaje, pero después pasó a ser la presentadora del programa Panorama, Cinescape junto a Julián Arango y que luego Más tarde descubriría que poseía otro gran talento, actuar y es por ello que hace su debut en la telenovela Mascarada.
En 1997, protagonizó la telenovela Ay cosita linda mama, y luego 1999 Se armó la gorda, al lado de Marcela Benjumea y Diego Cadavid.  Ella declaró que había hecho un buen trabajo, después de haber tenido la experiencia de estudiar en la escuela de Juan Carlos Corazza en Espańa.
En 2001, se fue a Sídney, Australia para estudiar actuación en Acting Center. Durante su estancia allí sostuvo un romance con el actor australiano Rel Hunt y realizó un diplomado en Relaciones Públicas.
En 2004, fue llamada por el Canal RCN, a pedido de la directora Magdalena La Rotta Para interpretar a Yamille en la telenovela Las noches de Luciana.
Durante los años posteriores, siguió actuando en telenovelas y series como La ex, Las profesionales, a su servicio, Súper pa y Mujeres asesinas Los caballeros las prefieren brutas. En 2011, actuó en la película Saluda al diablo de mi parte, protagonizada por el actor venezolano Edgar Ramírez. Y posteriormente en la película El Cartel. 
Actualmente está radicada en Alemania.

## Filmografía

### Telenovelas
- Hermanos y hermanas (2017-2018) — Luisa Valencia
- Alias el Mexicano (2014) — Roxana
- Comando élite (2013) — Cristina De Saravia
- Mentiras perfectas (2013-2014) — Emilia Toro
- Rafael Orozco, el ídolo (2012-2013) — Mariela
- ¿Dónde está Elisa? (2012) — Olivia León
- Los caballeros las prefieren brutas (2010) — Pamela Dávila
- Tierra de cantores (2010) — Salome
- Mujeres al limite (2010)
- Niños ricos, pobres padres (2009-2010) — Vanessa Vergara
- Yo no te pido la luna (2010) — Tatiana Ivannova
- Aquí no hay quien viva (2008-2009) — Clara McCallister
- Cámara café (2008)
- Sin retorno (2008)
- La quiero a morir (2008-2009) — Sonia Bermúdez
- Súper pa (2008) — Cristina del Corral
- Tiempo final (2007)
- Mujeres asesinas (2007) — Episodio: Mercedes, Virgen
- Las profesionales, a su servicio (2006-2007) — Mariana Carvajal
- La ex (2006-2007) — Linda Arbeláez
- Decisiones (2005)
- Las noches de Luciana (2004-2005) — Yamille
- Se armó la gorda (2000-2001) — Laura Becerra
- ¡Ay cosita linda mamá! (1998-1999) — Diana Ferragamo
- La invencible mujer piraña (1997)
- Mascarada (1996-1997)

### Reality
- Soldados 1.0 (2017) — Participante

### Cine
- Love Film Festival (2013)
- El Cartel de los Sapos (2012) — Soledad
- Saluda al diablo de mi parte (2011) — Patricia

### Presentadora
- El Lavadero (2005-2006)

## Premios y nominaciones

### Premios India Catalina
| Año  | Categoría                        | Telenovela o serie | Resultado |
| ---- | -------------------------------- | ------------------ | --------- |
| 2013 | Mejor actriz de reparto de serie | ¿Dónde está Elisa? | Nominada  |